# 영주 신암리 마애여래삼존상
영주 신암리 마애여래삼존상(榮州 新岩里 磨崖如來三尊像)은 대한민국 경상북도 영주시 이산면에 있는 남북국 시대 신라의 불상이다.
1980년 9월 16일 대한민국의 보물 제680호 영주신암리마애삼존석불(榮州新岩里磨崖三尊石佛)로 지정되었다가, 2010년 8월 25일 현재의 명칭으로 변경되었다.

## 개요
경상북도 영풍군 이산면 신암리 길 옆 논 가운데에 있는 마애불로 바위 4면에 모두 불상을 새겼으나 지금은 삼존불(三尊拂) 외에는 형체를 거의 알아볼 수 없다.
본존불은 민머리 위에 상투 모양의 머리묶음이 크게 솟아있으며, 얼굴은 갸름하고 원만하다. 양 어깨를 감싸고 있는 옷은 배에서부터 다리 위로 굵고 부드러운 곡선을 이루면서 늘어져 있다. 오른손은 가슴 위로 들고 왼손은 무릎 위로 비스듬히 내리고 있는 모습이다. 얼굴의 형태와 옷주름 표현 등이 옛 양식을 보이고 있는데, 특히 영주 가흥동 마애여래삼존상 및 여래좌상(보물 제221호)과 비슷하다. 좌우에 있는 두 협시보살상은 모두 체구에 비해 어깨가 매우 좁고 몸의 굴곡이 표현되지 않았으며, 전반적으로 장식성이 없는 단순한 모습이다. 본존불과 좌우 협시보살은 모두 불꽃무늬가 새겨진 원형의 머리광배를 가지고 있다.
규모는 작지만 전체적으로 양감이 풍부하면서도 부드러운 표현을 보이고 있는 작품으로 통일신라 초기에 만들어진 것으로 보인다.

## 같이 보기
- 영주 가흥동 마애여래삼존상 및 여래좌상 - 보물 제221호

## 참고 자료
- 영주 신암리 마애여래삼존상 - 국가유산청 국가유산포털